# Arrondissement d'Oletzko
L'arrondissement d'Oletzko (à partir de 1933 arrondissement de Treuburg) est un arrondissement situé à l'est de la province prussienne de Prusse-Orientale. Il existe de 1818 à 1945 et appartient au district de Gumbinnen. Le nom de l'arrondissement fait référence au château d'Oletzko, siège de longue date du bureau de l'arrondissement, qui se trouve dans la ville de Marggrabowa (1928-1945 Treuburg). De 1752 à 1818, il existe déjà un arrondissement d'Oletzko en Prusse-Orientale, mais il couvre un territoire bien plus vaste.

## Histoire
En 1752, la Prusse procède à une réforme des arrondissements, au cours de laquelle un premier arrondissement d'Oletzko est créé à partir des anciens bureaux principaux de Prusse-Orientale, Oletzko, Lyck et Johannisburg. Il porte le nom du château d'Oletzko situé dans la ville de Marggrabowa, a une superficie d'environ 3000 km² et compte 62.372 habitants en 1800,,.
Dans le cadre des réformes administratives prussiennes, l'« Ordonnance pour l'amélioration de l'établissement des autorités provinciales » du 30 avril 1815 rend nécessaire une réforme complète des arrondissements dans toute la Prusse-Orientale, car les arrondissements créés en 1752 se sont révélés inadaptés et trop grands. L'arrondissement d'Oletzko est redécoupé le 1er septembre 1818 et ne comprend plus que la partie nord de l'ancien arrondissement, essentiellement l'ancien bureau principal d'Oletzko avec les paroisses de Czychen (de), Gonsken (de), Mierunsken (de), Marggrabowa (de), Schareyken (de), Schwentainen (de) et Wielitzken (de). L'ancien arrondissement restant devient une partie des nouveaux arrondissements de Lyck et Johannisburg. L'arrondissement d'Oletzko est subordonné au district de Gumbinnen. L'administrateur de l'arrondissement avec sa résidence officielle au château d'Oletzko reste Karl Heinrich von Morstein (de), qui occupait cette fonction dans l'ancien arrondissement d'Oletzko depuis 1798.
Depuis le 3 décembre 1829, l'arrondissement appartient - après la fusion des provinces de Prusse-Orientale et de Prusse-Occidentale - à la nouvelle province de Prusse dont le siège est à Königsberg.
Après la division de la province de Prusse en nouvelles provinces de Prusse-Orientale et de Prusse-Occidentale, l'arrondissement d'Oletzko est intégré à la Prusse-Orientale le 1er avril 1878.
Le 1er juillet 1909, la commune de Groß Czymochen (de) et le district de domaine de Czymochen sont transférés de l'arrondissement de Lyck à l'arrondissement d'Oletzko.
Le 18 février 1920, l'arrondissment d'Oletzko passe temporairement, le temps du référendum, du district de Gumbinnen au district d'Allenstein, qui forme la zone de vote d'Allenstein, où le peuple doit se prononcer sur son appartenance à l'Allemagne. Dans l'arrondissement d'Oletzko, 28 625 voix sont pour le maintien en Prusse-Orientale et 2 pour l'adhésion à la Pologne
Le chef-lieu de l'arrondissement de Marggrabowa est rebaptisé Treuburg le 21 décembre 1928. Le 30 septembre 1929, une réforme territoriale a lieu dans l'arrondissement d'Oletzko, conformément à l'évolution du reste de l'État libre de Prusse, dans laquelle tous les districts de domaine sauf un sont dissous et attribués aux communes voisines.
Depuis le 27 juin 1933, l'arrondissement porte également le nouveau nom de Treuburg.
Lors de la bataille de Prusse-Orientale au printemps 1945, le territoire de l'arrondissement est occupée par l'Armée rouge. Après la fin de la guerre, le territoire de l'arrondissement est placée sous administration polonaise par la puissance occupante soviétique à l'été 1945, conformément à l'Accord de Potsdam (de). Dans la mesure où la population allemande n'a pas fui, la plupart d'entre eux sont ensuite expulsés de l'arrondissement.
L'ancien arrondissement correspond désormais à peu près au powiat d'Olecko en Pologne.

## Évolution de la démographie
| Année | Habitants                                                | Source |
| ----- | -------------------------------------------------------- | ------ |
| 1800  | 62 372                                                   | [ 1 ]  |
|       |                                                          |        |
| 1818  | 19 373                                                   | [ 12 ] |
| 1846  | 30 595                                                   | [ 13 ] |
| 1871  | 38 432                                                   | [ 14 ] |
| 1890  | 40 401 dont 420 catholiques, 223 juifs (24 000 Polonais) | [ 15 ] |
| 1900  | 38 430 dont 37 714 protestants et 436 catholiques        | [ 15 ] |
| 1910  | 38 850 dont 37 679 protestants et 709 catholiques        | [ 15 ] |
| 1925  | 40 107                                                   | [ 15 ] |
| 1933  | 39 938                                                   | [ 15 ] |
| 1939  | 37 998                                                   | [ 15 ] |

## Politique

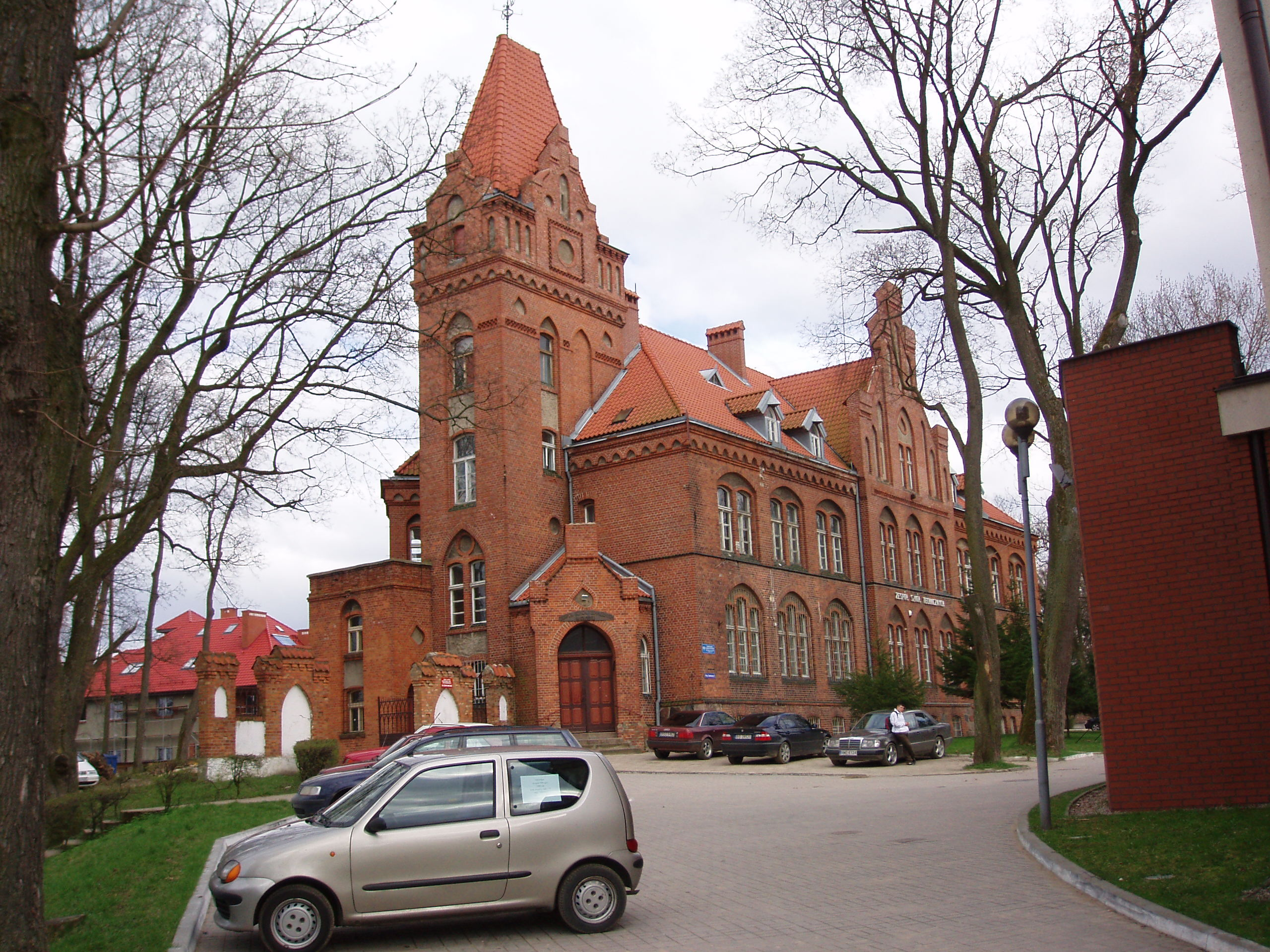
L'ancien hôtel de l'arrondissement dans l'actuelle ville d'Olecko

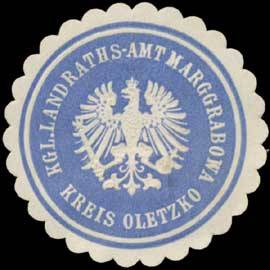
La marque de sceau de l'arrondissement

### Administrateurs de l'arrondissement
- 1752–176300Timotheus von Brauchitsch
- 1763–176900Alexander von Drygalski
- 1769–177500Johann Albrecht von Stach de Goltzheim
- 1775–179700Heinrich Wilhelm von der Mülbe
- 1798–183300Karl Heinrich von Morstein (de)[16]
- 1833–184100Gustav von Saltzwedel
- 1841–185000Karl von Lenski
- 1850–185200Wahl
- 1852–185900von Küster
- 18590000000von Wedel-Schwerin (de)
- 18590000000Steinberg
- 1860–187400Julius Frenzel (de)
- 1874–187700Bruno Fornet
- 18770000000Albrecht Oberg
- 1877–187900Rudolf Moehrs
- 1879–188800Karl Volprecht
- 1888–189400Wilhelm Meister
- 1894–191900Emil Braemer (de)
- 1919–192100Paul Walzer (de)
- 1921–193300Bruno Wachsmann (de)
- 1933–193400von Winterfeld
- 1934–194500Walter Tubenthal (de)

### Élections
Dans l'Empire allemand, l'arrondissement d'Oletzko forme avec les arrondissements de Johannisburg et de Lyck la 6e circonscription du district de Gumbinnen
- 1871 : George William von Simpson, Parti conservateur
- 1874 : Robert von Puttkamer, Parti conservateur
- 1875 : Adolf Hillmann, Parti progressiste allemand
- 1877 : Adolf Hillmann, Parti progressiste allemand
- 1878 : George William von Simpson, Parti conservateur
- 1881 : George William von Simpson, Parti conservateur
- 1884 : Eduard Maubach, Parti conservateur
- 1887 : Eduard Maubach, Parti conservateur
- 1890 : Otto Steinmann, Parti conservateur allemand
- 1893 : Otto Steinmann, Parti conservateur allemand
- 1895 : Udo de Stolberg-Wernigerode, Parti conservateur allemand
- 1898 : Udo de Stolberg-Wernigerode, Parti conservateur allemand
- 1903 : Udo de Stolberg-Wernigerode, Parti conservateur allemand
- 1907 : Udo de Stolberg-Wernigerode, Parti conservateur allemand
- 1910 : Fritz Kochan, Parti national-libéral
- 1912 : Hermann Reck, Parti conservateur allemand

### Constitution communale
Depuis le XIXe siècle, l'arrondissement d'Oletzko est divisé en villes, en communes rurales et en districts de domaine. Avec l'introduction de la loi constitutionnelle prussienne sur les communes du 15 décembre 1933 ainsi que le code communal allemand du 30 janvier 1935, le principe du leader est appliqué au niveau municipal. Une nouvelle constitution d'arrondissement n'est plus créée; Les règlements de l'arrondissement pour les provinces de Prusse-Orientale et Occidentale, de Brandebourg, de Poméranie, de Silésie et de Saxe du 19 mars 1881 restent applicables.

## Communes
Après les réformes territoiriales des années 1920, l'arrondissement d'Oletzko puis Treuburg comprend la ville de Treuburg et 99 autres communes jusqu'en 1945,
| - Albrechtsfelde - Babken, Ksp. Gonsken - Babken, Ksp. Marggrabowa - Barannen (de) - Bärengrund (de) - Bartken (de) - Bittkowen (de) - Borawsken - Borken (de) - Borkowinnen (de) - Buttken (de) - Chelchen (de) - Czukten (de) - Czychen (de) - Diebowen (de) - Doliwen - Dombrowsken - Dopken - Dullen - Duneyken (de) - Duttken (de) - Dworatzken (de) - Dzingellen (de) - Eichhorn - Friedensdorf (de) | - Friedrichsheyde - Garbassen (de) - Giesen (de) - Gollubien, Ksp. Czychen (de) - Gollubien, Ksp. Marggrabowa (de) - Gonsken - Gordeyken - Griesen (de) - Groß Gonschorowen (de) - Groß Retzken - Grünheyde (de) - Guhsen (de) - Gutten (de) - Jaschken - Jelittken (de) - Judzicken - Jurken (de) - Kiliannen (de) - Kiöwen - Klein Oletzko (de) - Klein Schwalg (de) - Kleszöwen (de) - Kowahlen - Kreuzdorf (de) - Krupinnen (de) | - Krzywen (de) - Kukowen - Kukowken (de) - Kutzen (de) - Lakellen (de) - Lengowen - Markowsken (de) - Masuhren (de) - Mierunsken - Monethen (de) - Moosznen - Neuendorf (de) - Nußdorf (de) - Olschöwen - Plöwken - Polommen (de) - Pomiannen (de) - Przytullen - Puchowken (de) - Rehfeld (de) - Reuß (de) - Ringen (de) - Rogonnen (de) - Rogowken (de) - Rostau | - Sabielnen - Salleschen (de) - Sattycken - Sawadden (de) - Sayden - Schareyken (de) - Schlepien - Schwentainen (de) - Schwiddern - Seedranken - Seesken, Ksp. Schareyken (de) - Seesken, Ksp. Wielitzken (de) - Sobollen (de) - Sokolken (de) - Starosten (de) - Statzen (de) - Stoosznen (de) - Suleyken (de) - Treuburg, ville - Urbanken (de) - Wensöwen (de) - Wielitzken - Willkassen (de) - Woynassen (de) - Wronken (de) |

Le domaine non constitué en commune de Forst Borker Heide se trouve également dans l'arrondissement.
Communes dissoutes avant 1945
| - Friedrichsberg (de), vers 1902 à Puchowken - Gartenberg (de), le 30 septembre 1928 à Monethen - Leschnicken (de), 1904 à Kukowken - Neu Retzken (de), le 30 septembre 1928 à Krupinnen - Neu Statzen, le 4 avril 1925 à Statzen |

## Changements de noms de lieux
Le chef-lieu de Marggrabowa est rebaptisé « Treuburg » le 21 décembre 1928.
En 1938, et occasionnellement dans les années précédentes, de nombreux noms de lieux de l'arrondissement sont germanisés. Il s’agit pour la plupart d’adaptations phonétiques, de traductions ou d’inventions libres :
- Babken (Ksp. Gonsken): Babeck
- Babken (Ksp. Marggrabowa): Legenquelle
- Barannen (de): Barnen
- Bittkowen (de): Bittkau (Ostpr.)
- Borawsken: Deutscheck (Ostpr.)
- Borkowinnen (de): Jarken
- Borrishof (de): Borishof
- Chelchen (Ksp. Schareyken) (de): Vorbergen
- Chelchen (Ksp. Schwentainen) (de): Kelchen
- Czukten (de): Schuchten
- Czychen (de): Bolken
- Daniellen (de): Kleinreimannswalde
- Diebowen (de): Diebauen
- Doliwen: Teichwalde (Ostpr.)
- Dombrowsken: Königsruh (Ostpr.)
- Dopken: Markgrafsfelde
- Duneyken (de): Duneiken
- Duttken (de): Sargensee
- Dworatzken (de) (à partir de 1934:) Herrendorf
- Dzingellen (de): Dingeln
- Drosdowen (de): (à partir de 1934) Drosten
- Friedrichsheyde: Friedrichsheide
- Gonsken: Herzogskirchen
- Gollubien (Ksp. Czychen) (de): Friedberg
- Gollubien (Ksp. Marggrabowa) (de): Kalkhof
- Gonsken: Herzogskirchen
- Gordeyken: Gordeiken
- Gortzitzen (de) (à partir de 1909:) Gartenberg
- Grappendorf (de): Kleinbolken
- Groß Czymochen (de) (à partir de 1928:) Reuß
- Groß Gonschorowen (de): Klinken (Ostpr.)
- Grünheyde (de): Grünheide (Dorf)
- Grünheyde (de): Grünheide (Forst)
- Jaschken: Jesken
- Jelittken (de): Gelitten
- Judzicken (à partir de 1929:) Wiesenhöhe
- Jurken (de): Jürgen (Ostpr.)
- Kiliannen (de): Kilianen
- Klein Borawsken: Kleindeutscheck
- Klein Gonschorowen (de): Kleinkiöwen
- Klein Gordeyken: Kleingordeiken
- Klein Lassek (de): Liebchensruh
- Klein Oletzko (de): Herzogshöhe
- Klein Sawadden (de): Kleinschwalgenort
- Klein Schwalg (de): Schwalg
- Kleszöwen (de), à partir de 1936: Kleschöwen: Kleschen
- Könitzberg (de) (à partir de 1929:) Gertrudenhof
- Kowahlen: Reimannswalde
- Krzysöwken (de) (à partir de 1927:) Kreuzdorf
- Krzywen (de) (à partir de 1934:) Bergenau
- Kukowen: Reinkental
- Kukowken (de): Heinrichstal (Ostpr.)
- Lakellen (de): Schönhofen (Ostpr.)
- Lengowen: Lengau
- Leschnicken (de): Kleinheinrichstal
- Markowsken (de): Markau (Ostpr.)
- Masuhren (de): Masuren
- Mierunsken: Merunen
- Monethen (de): Moneten
- Moosznen (1936: Mooschnen): Moschnen
- Niedzwetzken (de) (à partir de 1926:) Bärengrund
- Nordenthal (de): Nordental
- Olschöwen (à partir de 1933:) Erlental
- Orzechowken (de) (à partir de 1925:) Nußdorf
- Polommen (de): Herzogsmühle
- Pomiannen (de): Kelchdorf
- Przytullen: Siebenbergen
- Puchowken (de) (à partir de 1929:) Wiesenfelde
- Rdzawen (à partir de 1928:) Rostau
- Refusowisna (de) (à partir de 1921:) Rehfeld
- Rogowken (de): Roggenfelde (Ostpr.)
- Rosochatzken (à partir de 1927:) Albrechtsfelde
- Sabielnen: Podersbach
- Salleschen (de): Tannau (Ostpr.)
- Sawadden (de): Schwalgenort
- Sayden: Saiden
- Sattyken: Satticken
- Schareyken (de): Schareiken
- Schlepien: Schlöppen
- Schwidrowken I (de) (à partir de 1929:) Eduardsfelde
- Schwidrowken II (à partir de 1929:) Wilhelmsruh (nicht mehr existent)
- Seesken (Ksp. Groß Czymochen) (de): Draheim
- Sobollen (de): Richtenberg
- Sokolken (de): Halldorf
- Starosten (de): Müllersbrück
- Stobbenorth: Stobbenort
- Stoosznen (de): Stosnau
- Suleyken (de): Suleiken
- Sydden (de): Sidden
- Wensöwen (de): Eibenau
- Wessolowen: Kleinfronicken (n'existe plus)
- Wielitzken: Wallenrode
- Woynassen (de): Woinassen
- Wronken (de): Fronicken

## Personnalités liées à l'arrondissement
- Gustav von Saltzwedel (1808-1897), homme politique né à Drosdowen (de).
- Adolf Hillmann (1816-1880), homme politique né au manoir de Nordenthal (de).
- Fritz Kochan (1855-1913), homme politique né à Niedzwetzken (de).
- Arthur Zimmermann (1864-1940), homme politique né à Marggrabowa.
- Theo von Brockhusen (1882-1919), peintre né à Marggrabowa.
- Theodor Tolsdorff (1909-1978), général né à Lehnarten